# Audio Video Interleave
Audio Video Interleave (in acronimo AVI) è un formato contenitore realizzato da Microsoft nel 1992 come formato standard video per il sistema operativo Windows.
Venne introdotto nell'ambito di Video for Windows, divenendo poi di uso generale. Nel febbraio del 1996 Microsoft decide di integrare nel formato AVI un set di estensioni sviluppate da Matrox OpenDML. Questo nuovo tipo di file AVI viene chiamato, non ufficialmente, "AVI 2.0".
AVI può contenere uno o più flussi audio, anche multicanale, e un flusso video. AVI non supporta alcun formato di sottotitoli che devono quindi essere trasformati ed inseriti dentro il flusso video (hardsub), oppure utilizzati come file a parte (i softsub). La mancanza del supporto per sottotitoli e la mancanza di supporto per formati aperti lo differenzia da altri contenitori multimediali come Matroska e Ogg.

## Formati multimediali supportati

### Video
|           | Supporto |
| --------- | -------- |
| MPEG-1    | Sì       |
| MPEG-2    | Sì       |
| MPEG-4    | Sì       |
| WMV       | Sì       |
| RealVideo | Sì       |
| Theora    | Sì       |
| Flash     | Sì       |

### Audio
|           | Supporto |
| --------- | -------- |
| MP3       | Sì       |
| WMA       | Sì       |
| RealAudio | Sì       |
| Vorbis    | No       |
| AC3       | No       |
| DTS       | Sì       |
| FLAC      | No       |

### Sottotitoli integrati
|          | Supporto |
| -------- | -------- |
| VobSubs  | No       |
| Ogg Writ | No       |
| USF      | No       |